# Colobostomus fuscipennis
Colobostomus fuscipennis is een keversoort uit de familie schijnboktorren (Oedemeridae). De wetenschappelijke naam van de soort is voor het eerst geldig gepubliceerd in 1923 door Blair.